# Портной Володимир Володимирович
Володимир Володимирович Портной (нар. 9 червня 1931, Одеса, УРСР, СРСР — 19 лютого 1984, Ленінград, РРФСР, СРСР) — радянський гімнаст, срібний та бронзовий призер  Олімпійських ігор 1960 року.

## Виступи на Олімпіадах
| Олімпіада  | Дисципліна         | Місце |
| ---------- | ------------------ | ----- |
| Токіо 1960 | абсолютна першість | 12    |
| Токіо 1960 | командна першість  | 2     |
| Токіо 1960 | вільні вправи      | 7     |
| Токіо 1960 | кінь               | 18    |
| Токіо 1960 | опорний стрибок    | 3     |
| Токіо 1960 | кільця             | 12    |
| Токіо 1960 | паралельні бруси   | 42    |
| Токіо 1960 | перекладина        | 13    |